# Brioche

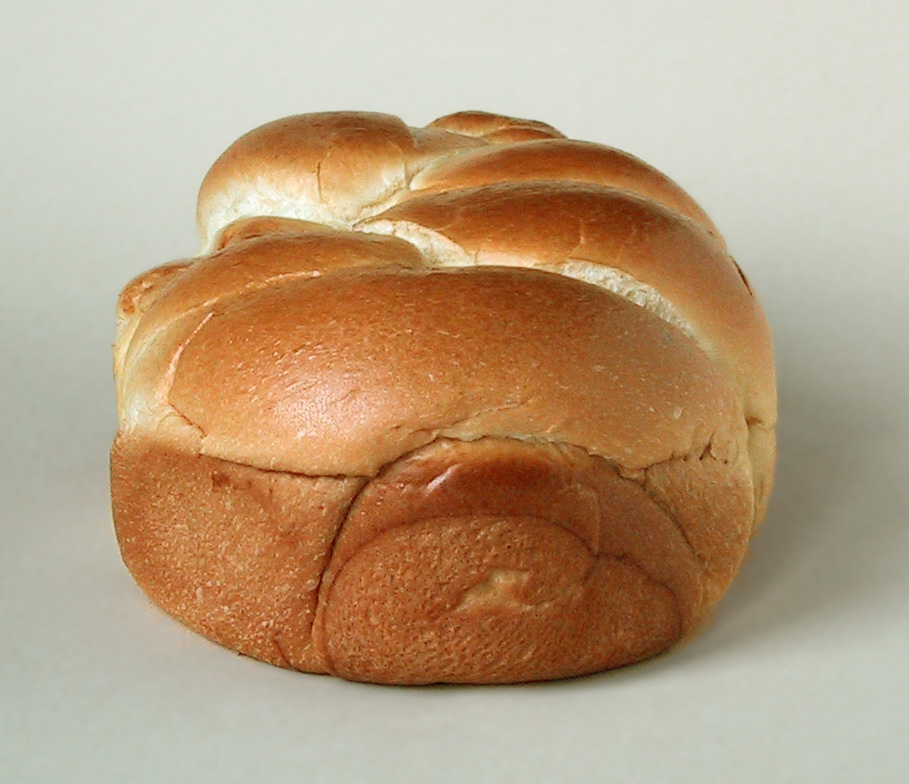
Briochebröd

Brioche är ett franskt frukostbröd (främst), troligen härstammande från landskapet Brie. Brödet är ett lätt och luftigt vetebröd med kraftig smörsmak. Detta uppnås genom att kraftigt bearbeta (knåda) degen tills den blir elastisk och smidig samt tillsätta rumstempererat smör i degen. Stora mängder smör kan tillsättas i degen eftersom den innehåller ägg som genom sitt lecitin kan binda fett, på samma sätt som i till exempel majonnäs. 
Briochens luftiga inre åstadkoms genom lång jästid. Den bakas oftast i små speciella krusade portionsformar (petites brioches parisiennes), men det förekommer även i likadana formar i större format (brioche à tête).